# Crinum purpurascens
Crinum purpurascens là một loài thực vật có hoa trong họ Amaryllidaceae. Loài này được Herb. mô tả khoa học đầu tiên năm 1837.

## Hình ảnh

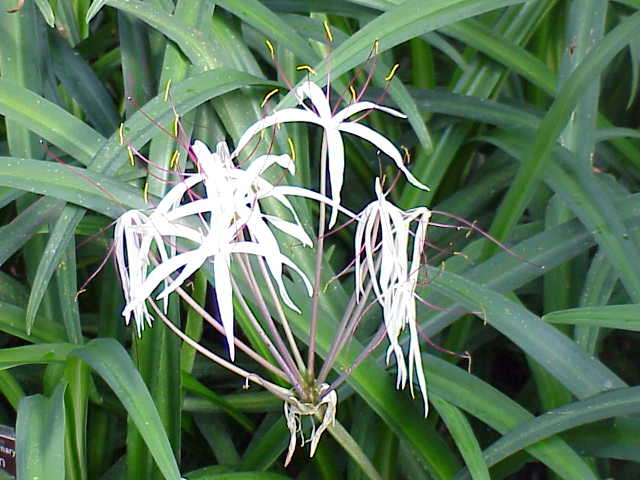
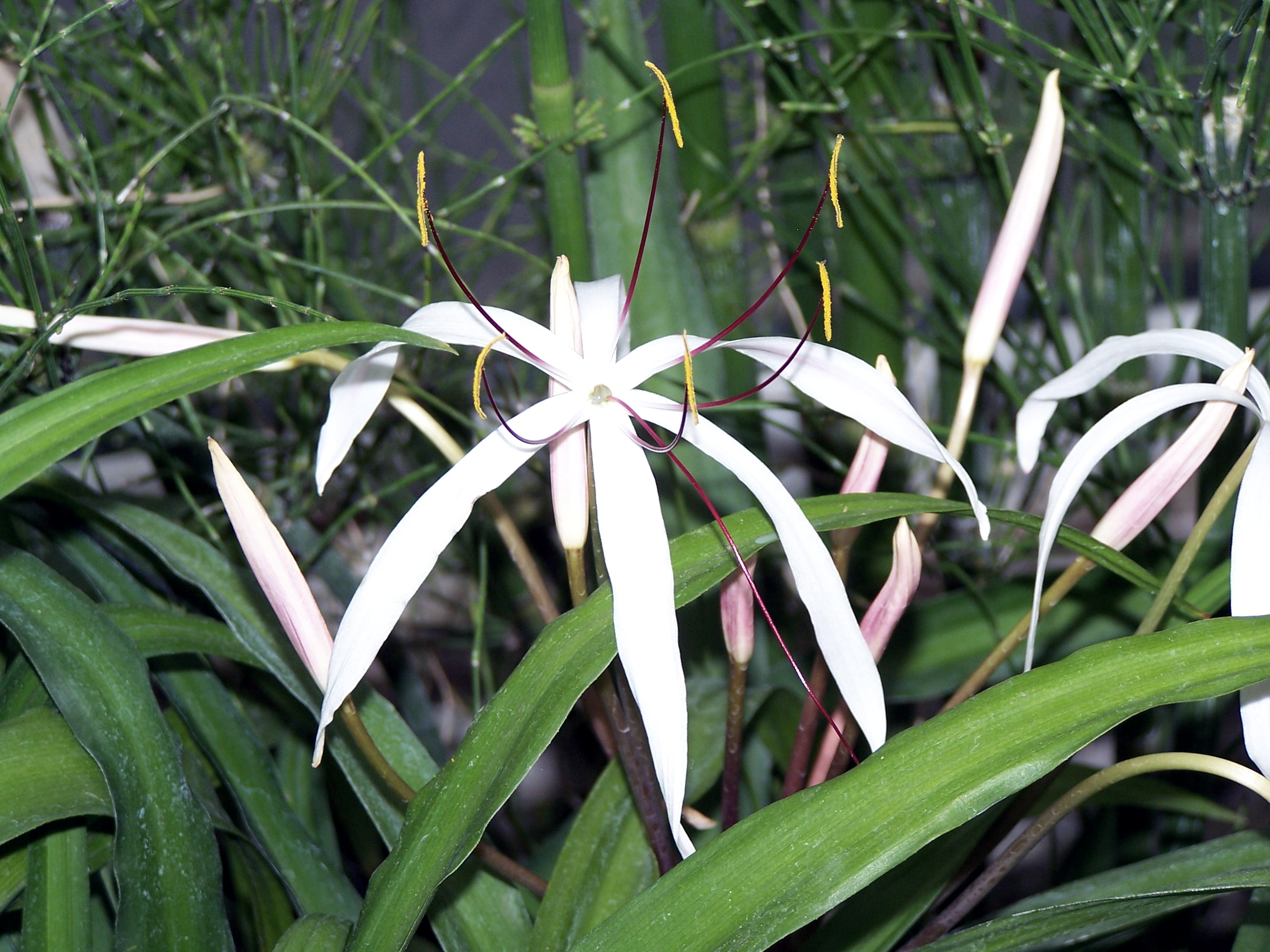